# Trollhättans Tidning
Trollhättans Tidning var en femdagarstidning, måndag till fredag, med Trollhättans kommun som spridningsområde. 
- Tidningen grundades 1906 och utkom första gången 2 maj och då endast onsdag och lördag. Lösnummer kostade 3 öre och halvårsprenumeration 1 kr. Grundare och första chefredaktör var Ernst Karlinder(född 1870).
- Torbjörn Håkansson var chefredaktör och ansvarig utgivare under de sista åren.
- Tidningen hade redaktioner i Trollhättan och Lilla Edet

Ägare var Vestmanlands Läns Tidning, VLT, som även ägde Lilla Edet-Posten, som var en variant av Trollhättans Tidning, och Elfsborgs Läns Allehanda, ELA, i Vänersborg. 
Dessa tre tidningar är från och med 4 december 2004 hopslagna till en tidning TTELA och kommer ut även på lördagar.